# ناجرة

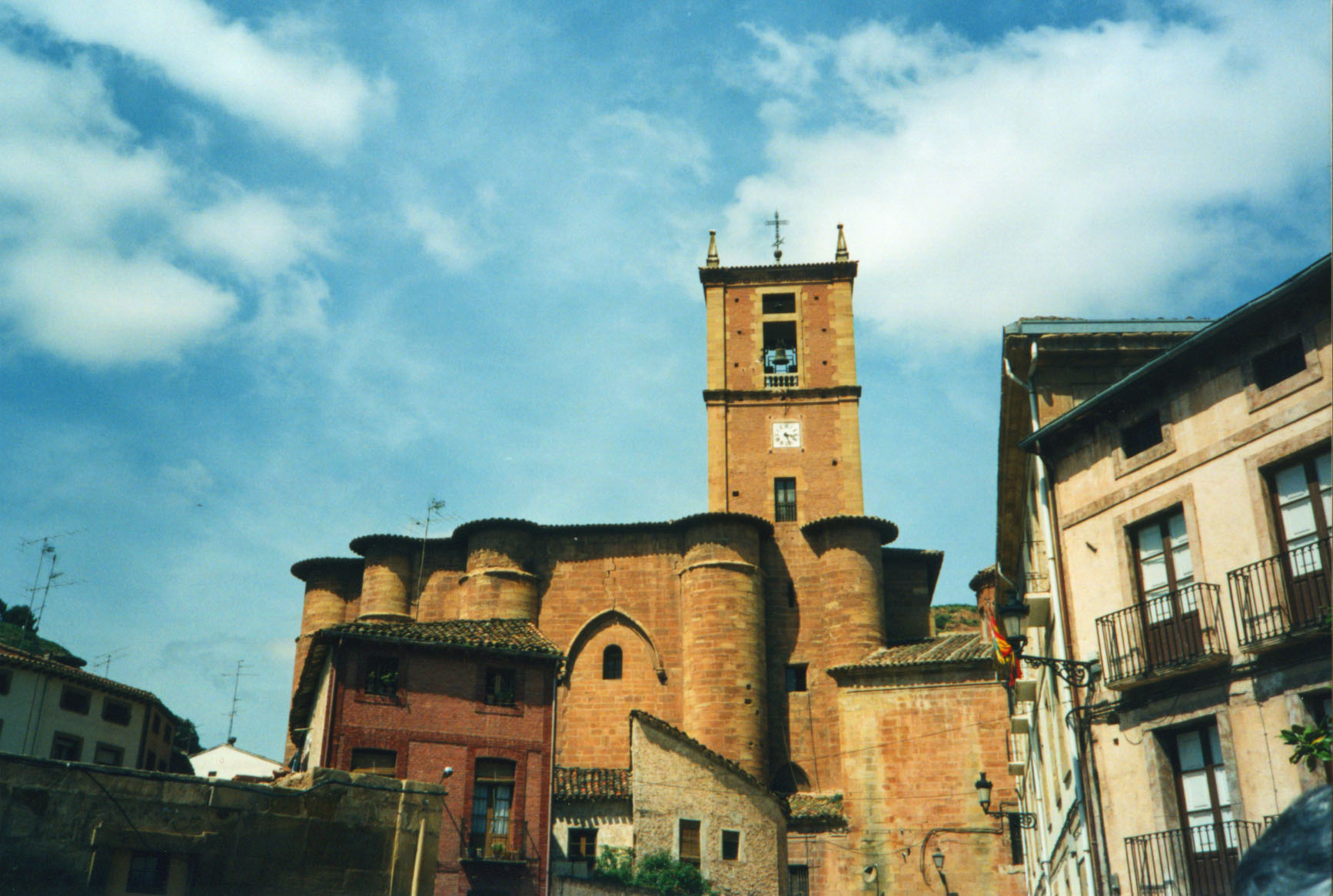
أحد أديرة المدينة

ناجرة (بالإسبانية: Nájera)‏ هي بلدة صغيرة في منطقة لا ريوخا في إسبانيا على نهر ناخريّا، وهي إحدى النقاط الرئيسية على طريق سانت جيمس.

## التاريخ
جذبت المنطقة الرومان الذين بنوا فيها بلدة تريتيوم على موقع يقع الآن داخل حدود المدينة. ثم خضعت المدينة لحكم المسلمين، إلى أن غزاها أردونيو الثاني ملك ليون عام 923م. أصبحت ناجرة عاصمة مملكة نبارة قبل أن تغزوها مملكة قشتالة عام 1054م بعد معركة أتابوركا. أثناء زيارة بطرس المحترم للمدينة عام 1142م، قام بترجمات لأعمال إسلامية هامة، بما في ذلك الترجمة الأولى للقرآن إلى لغة أوروبية، ومنذ القرن العاشر، ظهرت في المدينة تجمعات يهودية في المدينة.
دارت في المدينة معركة بين إدوارد الأسود وبيدرو القشتالي ضد إنريكي تراستامارا عام 1367م خلال الحرب الأهلية القشتالية.

## أعلام
- خافيير مارتينيز بينيتو إراولا
- غارسيا سانشيز الثالث ملك نافارا